# Steve McKinney
Steve Mc Kinney, né le 3 octobre 1953 à Baltimore et mort le 10 novembre 1990 à Sacramento, est un skieur de vitesse et un alpiniste américain.

## Biographie

### Ski de vitesse
En 1974 à Cervinia, il devient pour la première fois recordman du monde avec une vitesse de 189,473 km/h. Il perd ce record en 1975 et le reprend en 1977 à Portillo avec une vitesse de 195,2 km/h. Il améliore ce record plusieurs fois pour le porter en 1982 à 201,230 km/h.
Il a ainsi détenu ce record pendant 6 ans : en 1974 et de 1977 à 1982. 
Il devient aussi tripe vice-champion du monde en 1981, 1984 et 1987.

### Alpinisme
En 1981, il participe à la première expédition qui réalise le tour de l'Everest (Everest Grand Circle). En 1984, il réussit une descente à ski du mont McKinley et  en 1986, il devient le premier homme à piloter un deltaplane sur l'Everest.

### Mort
Il décède le 10 novembre 1990 à Sacramento dans un accident de la circulation.